# Глубоководный гадикул
 Глубоководный гадикул, или  большеглазая тресочка   (лат. Gadiculus argenteus) — вид морских лучепёрых рыб из семейства тресковых. Распространены в северо-восточной части Атлантического океана.

## Описание
Тело покрыто крупной легкоопадающей чешуёй. Глаза большие, их диаметр превышает длину рыла. Рот косой. Подбородочный усик отсутствует. Три спинных и два анальных плавника, чётко отделены друг от друга. Брюшные плавники без удлинённых лучей. Боковая линия идёт от головы до середины третьего спинного плавника. На голове есть поры боковой линии.  Хвостовой плавник с небольшой выемкой. Окраска верхней части тела от розовой до светло-коричневой, бока и брюхо серебристые.
Максимальная длина тела 15 см .

## Классификация и распространение
В составе вида выделяют два подвида:
- G. argenteus argenteus — распространён в западной части Средиземного моря, Гибралтарском проливе и далее на юг до прибрежных вод Марокко
- G. argenteus thori — от Бискайского залива до Британских островов, вдоль побережья Скандинавии до Нордкапа и юга Гренландии.

Морфологические и меристические признаки не показали значимых различий между подвидами.
Дальнейшие исследования морфологии отолитов, пигментации личинок, молекулярно-генетические данные, а также данные по морфометрии доказывают существование двух отдельных видов . Выделение G. argenteus thori  в самостоятельный вид G. thori  подтверждено в ряде авторитетных источников.
Однако отечественные исследователи пока оставляют G. argenteus thori  в ранге подвида .

## Биология
Морские мезо- и эпипелагические рыбы, обитают на краю континентального шельфа на глубине от 100 до 1000 м, в Средиземном море чаще на глубине от 200 до 400 м. Образуют большие скопления над илистыми, песчаными, гравийными и скальными грунтами.
Нерестятся в декабре—январе в Средиземном море и с середины зимы до весны в северных районах.
Питаются мелкими ракообразными. Максимальная продолжительность жизни три года.